# Brachistosternus telteca
Espèce
Brachistosternus telteca est une espèce de scorpions de la famille des Bothriuridae.

## Distribution
Cette espèce est endémique de la province de Mendoza en Argentine. Elle se rencontre vers la réserve Telteca.

## Description
Le mâle holotype mesure 39,03 mm.

## Étymologie
Son nom d'espèce lui a été donné en référence au lieu de sa découverte, la réserve Telteca.

## Publication originale
- Ojanguren Affilastro, 2000 : Brachistosternus telteca (Scorpiones, Bothriuridae), una nueva especie de la Republica Argentina. Revista del Museo Argentino de Ciencias Naturales Bernardino Rivadavia, vol. 2, no 2, p. 157-160 (texte intégral).